# Nglebeng
Nglebeng is een bestuurslaag in het regentschap Trenggalek van de provincie Oost-Java, Indonesië. Nglebeng telt 6310 inwoners (volkstelling 2010).